# Кубок африканських націй 1957
Кубок африканських націй 1957 був першим за рахунком футбольним чемпіонатом серед збірних, які проводить Африканська конфедерація футболу. Турнір проводився в Судані, і три команди брали участь: Єгипет, Судан і Ефіопія. Збірна Південно-Африканського Союзу також мала брати участь у турнірі, але була дискваліфікована через відмову виставити для турніру змішану команду, оскільки тоді в країні діяла політика апартеїду.
Ефіопія здобула путівку до фіналу, як результат дискваліфікації Південно-Африканського Союзу; єгиптяни ж перемогли господарів 2-1 на полі Муніципального Стадіону в Хартумі.
Фінальний матч був набагато легшим для Єгипту, де вони перемогли Єфіопію 4-0, з усіма чотирма голами забитими Ад-Дібою, який став найкращим бомбардиром турніру з 5 голами із 7 загальних. Лише дві гри було зіграно для того, щоб коронувати Єгипет — як першого чемпіона Африки.

## Країни-учасники
| Збірна                     | Кількість участей у фінальних турнірах | Рік останньої участі | Найкраще досягнення |
| -------------------------- | -------------------------------------- | -------------------- | ------------------- |
| Ефіопія                    | 1                                      | дебют                | дебют               |
| Єгипет                     | 1                                      | дебют                | дебют               |
| Судан                      | 1                                      | дебют                | дебют               |
| Південно-Африканський Союз | 1                                      | дебют                | дебют               |

## Стадіон
| Хартум                | Хартум |
| Муніципальний Стадіон | Хартум |
| Вміщує: 30,000        | Хартум |
|                       | Хартум |

## Півфінали
| 10 лютого 1957 |

| Судан        | 1–2    | Єгипет                          |
| ------------ | ------ | ------------------------------- |
| - Манзул 58' | Report | - Атея 21' (пен.) - Ад-Діба 72' |

| Муніципальний Стадіон, Хартум Глядачів: 30,000 Арбітр: Гебейгу Доубі (Ефіопія) |

| 10 лютого 1957 |

| Ефіопія | +:- | Південно-Африканський Союз |
| ------- | --- | -------------------------- |
|         |     |                            |

|  |

## Фінал
| 16 лютого 1957 |

| Єгипет                     | 4–0    | Ефіопія |
| -------------------------- | ------ | ------- |
| - Ад-Діба 2', 7', 68', 89' | Report |         |

| Муніципальний Стадіон, Хартум Глядачів: 30,000 Арбітр: Мухамед Юссеф (Судан) |

| Чемпіон Африки 1957 Єгипет (1-й титул) |